# Comic Sans

Comic Sans

Comic Sans (också känt som Comic Sans MS), som skapades 1994 för Microsoft av Vincent Connare, är ett handstilsinspirerat sans-serif-teckensnitt som vunnit mycket stor popularitet, kanske främst tack vare sin informella och lediga ordbild.
Comic Sans karaktäriseras av en "barnslig" design tillsammans med en aning perfektionism. Teckensnittet, som för tankarna till texten i pratbubblor i serier (Watchmen var en inspirationskälla), skapades ursprungligen för att användas i Microsoft Bob – ett program tänkt att vara en lätthanterlig del av Windows för barn och ovana datoranvändare.
Comic Sans har fått stor spridning, främst på Internet, dels eftersom det medföljer flertalet Microsoft-produkter, bland annat operativsystemet Windows, Office-paketet och Internet Explorer, dels tack vare dess lediga design.
Teckensnittet har också, på grund av dess stora spridning och populära användning, fått möta hård kritik, eftersom många menar att det ofta används fel och ger ett alltför oseriöst intryck i situationer där det inte lämpar sig. Därför har olika intressegrupper för och emot teckensnittet uppstått. Bland annat anser vissa att teckensnittet kan hjälpa dyslektiker.